# 마리셀라 데 몬테크리스토
마리셀라 데 몬테크리스토(Marisela de Montecristo, 1992년 8월 25일 ~ )는 엘살바도르계 미국인 모델, 미인대회 우승자이다. 미국의 미인 대회 누에스트라 베예사 라티나 2013 우승자이며, 2018 미스 유니버스에 엘살바도르 대표로 참가했다.